# La Ronda (El Franco)
La Ronda (oficialmente y en asturiano: A Ronda) es una aldea perteneciente a la parroquia de Valdepares, en el concejo de El Franco, comarca de Eo-Navia, Principado de Asturias, España.